# Мост Питон
Мост «Питон» (нидерл. Pythonbrug; официальное название — «Высокий мост», нидерл. Hoge Brug) — мост в восточной части Амстердама, в районе Истерн-Доклендс, соединяющий Споренбург (Sporenburg) и Борнео-айланд (Borneo Island). Был построен в 2001 году и завоевал International Footbridge Award в 2002 году. Ярко-красный мост имеет длину 90 м. Мост был разработан Адрианом Гейзе для архитектурной фирмы West 8.